# Пиер Карден
Пиер Карден (на френски: Pierre Cardin; на италиански: Pietro Cardin) е френски моделиер от италиански произход, едно от най-влиятелните и известни имена в историята на модата.

## Биография
През 1947 г. работи с Кристиан Диор, а през 1950 г. основава собствена модна къща. Предпочита абстрактен, геометричен дизайн. Един от първите да използва стила унисекс (в колекцията си от 1958 г.), което се смята много авангардистко за времето си. Една от неговите музи е балерината Мая Плисецкая.
През 1960 г. нарушава традиционния подход към модата като изкуство предимно за жени и създава първата колекция за мъже. Има около 500 патента. Той е един от първите, който се обръща към джинсовите тъкани за създаване на младежка модна линия.
През 60-те години има връзка с актрисата Жана Моро. Карден има дългогодишна връзка със своя бизнес партньор Андре Оливер, който умира през 1993 г.
Пиер Карден умира на 98 години на 29 декември 2020 г. Не се съобщава причината за смъртта му.